# Raoul en Vélo

Raoul en Vélo [sic] est une vidéo du groupe Raoul Petite décrivant une tournée en Provence : préparatifs, voyages en bus, installations, vie de groupe et extraits de concerts, le tout filmé, monté et réalisé dans l'esprit Raoul Petite.

## Fiche technique
- Titre : Raoul en Vélo
- Réalisation : Hôtel du Nord
- Date de sortie  : 1992
- Format : VHS (HiFi stéréo)
- Durée : 55 minutes

## Liste des titres
1. "Les pâtes noires"
2. "Gringo"
3. "King de l'asphalte"
4. "Le cobra a-t-il des couilles ?"
5. "Plastic people"
6. "Les 3 ronds"
7. "Hydrocutionne totale"
8. "Bubble gum"
9. "Toujours vivant"
10. "Donde esta tu madre"

## Personnel
- Carton (Christian Picard) : chant.
- Sylvie Xamena : chant.
- Marie-Line Marolany : chant.
- Marjorie Savino : chant.
- Odile Avezard : chant.
- Momo Ducastaing : saxophone.
- Bruno Huet : saxophone.
- Jean-Baptiste DoBiecki : saxophone.
- Alain Nicolas : clavier.
- Marc Ceccaldi : guitare.
- Fred Tillard: guitare.
- Frédéric Simbolotti : guitare basse.
- Pépou Mangiaracina : batterie.